# North Yorkshire (enhetskommun)
North Yorkshire är en enhetskommun i det ceremoniella grevskapet North Yorkshire i England,  Storbritannien. Kommunen har 623 501 invånare (2022). Administrativ huvudort är Northallerton.
Den består av större delen av det ceremoniella grevskapet North Yorkshire. De delar som inte ingår är enhetskommunerna York, Redcar and Cleveland, Middlesbrough och Stockton-on-Tees.
Den bildades den 1 april 2023 genom en sammanslagning av distrikten Craven, Hambleton, Harrogate, Richmondshire, Ryedale, Scarborough och Selby.
Större orter är Catterick Garrison, Harrogate, Knaresborough, Northallerton, Ripon, Scarborough, Selby, Skipton och Whitby.
Den har 730 civil parishes.